# 232 km (obwód chmielnicki)
232 km (ukr. 232 км) – przystanek kolejowy w miejscowości Kamieniec Podolski, w rejonie kamienieckim, w obwodzie chmielnickim, na Ukrainie. Położony jest na linii Chmielnicki – Kamieniec Podolski – Kelmieńce.